# Halle Berry
Halle Maria Berry (Cleveland, Ohio, 14 d'agost de 1966) és una model i actriu de cinema i televisió estatunidenca guanyadora del Premi Emmy, Globus d'Or i Oscar.

## Biografia i carrera
La seva mare, Judith, ha estat al seu costat tota la seva vida, a diferència del seu pare, qui abandonà la família quan Hale tenia tan sols 4 anys. Després de 4 anys, tornà, però ja no fou el mateix, degut a la seva agressivitat. Va quedar segona en el concurs Miss USA l'any 1986, concurs que li permeté representar els Estats Units a Miss Món el mateix any, a Londres, on quedà finalista. Des de llavors, treballa com a model i actriu. El 2002 es convertí en la primera actriu afroamericana en rebre un Oscar de l'acadèmia a la millor actriu principal per la seva interpretació en Monster's Ball.
Un dels seus models a seguir va ser Dorothy Dandrige, cantant, ballarina i actriu, a qui nomenà quan va anar a recollir l'Oscar i a qui havia representat en una pel·lícula anys enrere. Dandrige fou la primera actriu de raça negra candidata a un Oscar com a protagonista en Carmen Jones d'Otto Preminger i la interpretació de la qual li valgué a Halle un premi Emmy i un Globus d'Or.
De la mateixa manera que Dorothy Dandrige, ella també va sofrir maltractaments per part d'un dels seus primers xicots, qui li causà una important disminució de la capacitat auditiva. El seu primer marit, David Justice, un jugador de beisbol, també semblava violent. Després d'un període de depressió i d'intents de suïcidi, es divorcià. També es casà amb Eric Benet del que es divorcià l'any 2005.

## Primers èxits
A Febre salvatge (1991), de Spike Lee, va fer el paper de drogoaddicta. Per a introduir-se en el paper, no es netejà ni es pentinà durant els deu dies pròxims al rodatge. A L'últim Boy Scout (1992), de Tony Scott, actuà amb Bruce Willis. Per a aprendre a desenvolupar-se en el paper actuà gratis en un club de striptease.
A conseqüència del seu treball a Boomerang (1992), de Reginald Huldin, en la que actuà amb Edie Murphy, la MTV la proclamà l'actriu més desitjada de l'any. A The Flintstones (1994) de Brian Levant, repetí paper de comèdia i va explotar el seu físic. La seva interpretació d'una drogadicta que abandona al seu fill al fems a Instint maternal (1995), de Stephen Gyllenhaal, li causà una profunda impressió i li va dur a emprendre treballs més comercials i lleugers.
A Bullworth (1998), de Warren Beatty, recuperà la seva valia interpretativa. En termes econòmics són, sens dubte, les pel·lícules d'acció les que millors resultats li han proporcionat.

## Fama

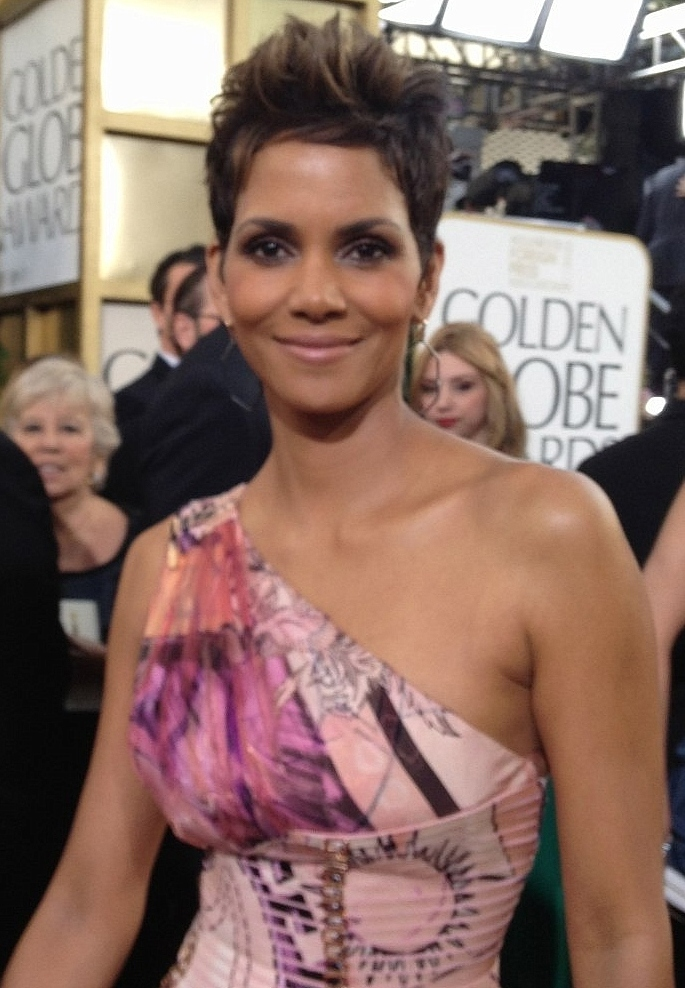
Halle Berry (2013)

Guanyà un premi Oscar per la seva interpretació a Monster's Ball, fet que la convertí en actriu habitual de superproduccions de Hollywood. Va entrar a la saga de James Bond en ser la co-protagonista de Die Another Day, juntament amb Pierce Brosnan. Halle Berry va passar a la història com a component del grup de noies Bond.
Després va rodar Gothika amb Penélope Cruz, l'any 2004 va ser elegida per a interpretar el paper de Catwoman en una pel·lícula que comptà amb Sharon Stone com a coprotagonista. Va guanyar el premi a la pitjor actriu dels prems Razzie el 2005 pel seu paper.
L'any 2007, Berry va confirmar que estava embarassada del seu xicot Gabriel Aubry. El 16 de març de 2008, donà a llum a la seva primera filla, Nahla Ariela Aubry.
L'any 2009 va llançar el seu primer perfum: "Halle", by Halle Berry.

## Filmografia
| - Living Dolls (1989) - Strictly Business (1991) - Fiebre salvaje (1991) - Boomerang (1992) - L'últim boy scout (1992) - CB4 (1993) - Queen: The Story of an American Family (1993) - Desperado (1993) - Father Hood (1994) - The Flinstones (1994) - Llops universitaris (The Program) (1995) - Solomon & Sheba (1995) - Ambició perillosa (1996) - Girl 6 (1996) - La cursa del sol (Race the Sun) (1996) - Decisió executiva (Executive Decision) (1996) - Instint maternal (1996) - B.A.P.S. (1997) - Bulworth (1998) - Welcome to Hollywood (1998) - A tres bandes (1998) - The Wedding (II part) (1998) | - Introducing Dorothy Dandridge (TV) (1999) - X-Men (2000) - Monster's Ball (2001) - Concert for New York City (2001) - America: A Tribute to Heroes (2001) - Operació Swordfish (2001) - Die Another Day (2002) - Gothika (2003) - X-Men 2 (2003) - Catwoman (2004) - Their Eyes Were Watching God (2005) - Robots (veu) (2005) - X-Men: La decisió final (2006) - Things We Lost in the Fire (2007) - Perfect Stranger (2007) - Frankie and Alice (2009) - New Year's Eve (2011) - Dark Tide (2012) - Cloud Atlas (2012) - Movie 43 (2013) - L'última trucada (2013) - X-Men: Days of Future Past (2014) - John Wick: Chapter 3 - Parabellum (2019) |

## Premis i nominacions

### Premis
- 2000: Globus d'Or a la millor actriu a la millor minisèrie o telefilm per Introducing Dorothy Dandridge
- 2000: Primetime Emmy a la millor actriu a la millor minisèrie o telefilm per Introducing Dorothy Dandridge
- 2002: Oscar a la millor actriu per Monster's Ball
- 2002: Ós de Plata a la millor interpretació femenina per Monster's Ball

### Nominacions
- 2000: Primetime Emmy al millor telefilm per Introducing Dorothy Dandridge
- 2002: Globus d'Or a la millor actriu dramàtica per Monster's Ball
- 2003: BAFTA a la millor actriu per Monster's Ball
- 2005: Primetime Emmy al millor telefilm per Lackawanna Blues
- 2005: Primetime Emmy a la millor actriu a la millor minisèrie o telefilm per Their Eyes Were Watching God
- 2006: Globus d'Or a la millor actriu en minisèrie o telefilm per Their Eyes Were Watching God
- 2011: Globus d'Or a la millor actriu dramàtica per Frankie & Alice